# Mile High (album)
Albums de Kottonmouth Kings
Hidden Stash V: Bongloads & B-Sides
(2011)
Mile High est le treizième album studio des Kottonmouth Kings, sorti le 14 août 2012.
L'album s'est classé 7e au Top Rap Albums, 9e au Top Independent Albums, 10e au Top Rock Albums et 36e au Billboard 200.

## Liste des titres
| No  | Titre                                            | Durée |
| --- | ------------------------------------------------ | ----- |
| 1.  | Pound 4 Pound                                    |       |
| 2.  | Hold It In                                       |       |
| 3.  | Roll Us A Joint                                  |       |
| 4.  | Get Some                                         |       |
| 5.  | Packin' The Goods                                |       |
| 6.  | Kottonmouth Bitch                                |       |
| 7.  | Get Out The Way (featuring Sen Dog)              |       |
| 8.  | Boombox                                          |       |
| 9.  | Green Dreams (Mile High)                         |       |
| 10. | Bounce                                           |       |
| 11. | High Haters                                      |       |
| 12. | Honey Dip (featuring Mickey Avalon)              |       |
| 13. | Mr. Cali Man (featuring Sen Dog et Ceekay Jones) |       |
| 14. | Watch Out (featuring Twiztid)                    |       |
| 15. | This Addiction                                   |       |
| 16. | End Of Rope (featuring Jared)                    |       |
| 17. | Judgement Day                                    |       |
| 18. | Fight For Your Life                              |       |

| 19. | Judgement Day (feat. Swollen Members) | 6:54 |
| 20. | Rock Star                             | 5:11 |

| 1. | Sunpower (featuring Sen Dog) |  |
| 2. | We Stay High                 |  |

| 1. | Mr. Cali Man (Remix) |  |

| 1. | Still Blowing Smoke Rings (featuring Sen Dog)    |  |
| 2. | Corner Bag Blues (featuring Sen Dog)             |  |
| 3. | Bounce (featuring Sen Dog)                       |  |
| 4. | High Haters (featuring Sen Dog)                  |  |
| 5. | Judgement Day (Extended Mix) (featuring Sen Dog) |  |

## Personnel
- D-Loc : chant
- Johnny Richter : chant
- Daddy X : chant
- The Dirtball : chant
- DJ Bobby B : producteur, chant
- Lou Dog : batterie
- The Taxman